# Sunburn (álbum)
Sunburn  —en español: Las quemaduras de sol— es el primer álbum de la banda de rock alternativo Fuel. El álbum fue lanzado el 31 de marzo de 1998, se extrajeron los siguientes sencillos: "Shimmer", "Sunburn", "Jesus or a Gun", y "Bittersweet". "Shimmer" alcanzó el #42 en el Billboard Hot 100.
Sunburn fue certificado de platino (un millón de unidades vendidas) por la RIAA el 24 de mayo de 2000.

## Lista de canciones
| N.º | Título              | Duración |  |
| 1.  | «Untitled»          | 3:58     |  |
| 2.  | «Bittersweet»       | 3:51     |  |
| 3.  | «Shimmer»           | 3:33     |  |
| 4.  | «Jesus or a Gun»    | 3:58     |  |
| 5.  | «Sunburn»           | 4:23     |  |
| 6.  | «New Thing»         | 3:19     |  |
| 7.  | «It's Come to This» | 3:39     |  |
| 8.  | «Song for You»      | 3:46     |  |
| 9.  | «Mary Pretends»     | 3:36     |  |
| 10. | «Ozone»             | 3:49     |  |
| 11. | «Hideaway»          | 4:03     |  |

Reissue Version
| Reissue Version |                  |          |  |
| N.º             | Título           | Duración |  |
| 12.             | «King for a Day» | 3:42     |  |
| 13.             | «Walk the Sky»   | 3:18     |  |

- El "expandida edición especial" reedición del álbum incluye dos canciones extras fue lanzado el 23 de septiembre de 2003.[3] "Walk the Sky" se grabó inicialmente en 1998 con el productor Brendan O'Brien para la banda sonora de Godzilla.

## Personal
Banda
- Brett Scallions: voz principal, guitarra rítmica.
- Carl Bell: guitarra, coros
- Jeff Abercrombie: Guitarra baja.
- Jonathan Mover: batería

Producción
- Steven Haigler : Productor
- Brendan O'Brien: Productor de "Walk The Sky".
- Tom Lord-Alge: Mezcla
- Ted Jensen: Mastering